# 比利·麥克拉肯
比利·麥克拉肯（英語：Billy McCracken，1883年1月29日生於貝爾法斯特－1979年1月20日）是一位北愛爾蘭足球運動員，司職後衞。
麥克拉肯在1904年至1924年效力英格蘭球會，協助球隊奪得三次聯賽錦標及一次足總杯冠軍。麥克拉肯非常擅長把對手的前鋒置於越位位置上，導致比賽規則的變更。
他為紐卡素上陣432次，打進88球。他在1923年成為領隊，在1930年帶領球隊打入足總杯半決賽，他在一年後離職。
他在短暫執教蓋茨黑德後於1933年至1936年出任領隊，繼而執教，這支球隊目前已不存在。
麥克拉肯是少數令到足球規則改變的球員。作為 紐卡素的中後衛，他掌握了令對手前鋒處於越位位置的技巧， 當時的球例規定球門與進攻球員之間必須有三名防守球員才可構成進球。麥克拉肯防守之成功令到越位規則改為「進攻球員與球門之間要有兩名防守球員」。
他在愛爾蘭國家足球隊的隊友包括阿奇·古多爾（Archie Goodall）、比利·斯科特（Billy Scout）、傑克·柯萬（Jack Kirwan）及羅伯托·米爾內（Robert Milne）。

## 榮譽

### 球員
- 英格蘭足球聯賽冠軍：1904年至1905年、 1906年至1907年、 1908年至1909年
- 英格蘭足總杯冠軍： 1910年
- 英格蘭足總杯亞軍：1908年、1911年

## 註腳
1. ↑  Heatley 1990，第20頁